# Premierzy Surinamu

## Kolonia
| Osoba | Osoba   | Osoba                                     | Kadencja        | Kadencja        | Partia polityczna |
| #     | Portret | Imię i Nazwisko                           | Od              | Do              | Partia polityczna |
| ----- | ------- | ----------------------------------------- | --------------- | --------------- | ----------------- |
| 1     |         | Julius Caesar de Miranda (1906–1956)      | czerwiec 1949   | 5 kwietnia 1951 | PSV               |
| 2     |         | Jacques Adam Drielsma (1886–1976)         | 5 kwietnia 1951 | 4 czerwca 1951  | bezpartyjny       |
| 3     |         | Johannes Ate Eildert Buiskool (1899–1960) | 4 czerwca 1951  | 6 września 1952 | bezpartyjny       |
| 4     |         | Adriaan Alberga (1887–1952)               | 6 września 1952 | 4 grudnia 1952  | bezpartyjny       |
| 5     |         | Archibald Currie (1889–1986)              | 4 grudnia 1952  | 15 grudnia 1954 | NPS               |

## Autonomia
| Osoba | Osoba   | Osoba                                  | Kadencja          | Kadencja          | Partia polityczna |
| #     | Portret | Imię i Nazwisko                        | Od                | Do                | Partia polityczna |
| ----- | ------- | -------------------------------------- | ----------------- | ----------------- | ----------------- |
| 1     |         | Archibald Currie (1889–1986)           | 15 grudnia 1954   | 16 kwietnia 1955  | NPS               |
| 2     |         | Johan Ferrier (1910–2010)              | 16 kwietnia 1955  | 16 lipca 1958     | SDP               |
| 3     |         | Severinus Desiré Emanuels (1910–1981)  | 16 lipca 1958     | czerwiec 1963     | NPS               |
| 4     |         | Johan Adolf Pengel (1916–1970)         | czerwiec 1963     | 5 marca 1969      | NPS               |
| -     |         | Arthur J. May (1903–1979) (tymczasowo) | 5 marca 1969      | 20 listopada 1969 | bezpartyjny       |
| 5     |         | Jules Sedney (1922–2020)               | 20 listopada 1969 | 24 grudnia 1973   | PNP               |
| 6     |         | Henck Arron (1936–2000)                | 24 grudnia 1973   | 25 listopada 1975 | NPS               |

## Niepodległe państwo
| Osoba                            | Osoba   | Osoba                              | Kadencja          | Kadencja         | Partia polityczna |
| #                                | Portret | Imię i Nazwisko                    | Od                | Do               | Partia polityczna |
| -------------------------------- | ------- | ---------------------------------- | ----------------- | ---------------- | ----------------- |
| 1                                |         | Henck Arron (1936–2000)            | 25 listopada 1975 | 25 lutego 1980   | NPS               |
| 2                                |         | Hendrick Chin A Sen (1934–1999)    | 15 marca 1980     | 4 lutego 1982    | PNR               |
| 3                                |         | Henry Roëll Neijhorst (1940–)      | 31 marca 1982     | 9 grudnia 1982   | bezpartyjny       |
| 4                                |         | Liakat Ali Errol Alibux (1948–)    | 26 lutego 1983    | 8 stycznia 1984  | PALU              |
| 5                                |         | Willem Alfred Udenhout (1937–2023) | 3 lutego 1984     | 17 lipca 1986    | bezpartyjny       |
| 6                                |         | Pretaap Radhakishun (1935–2001)    | 17 lipca 1986     | 7 kwietnia 1987  | BVD               |
| 7                                |         | Jules Wijdenbosch (1941–2025)      | 7 kwietnia 1987   | 26 stycznia 1988 | NDP               |
| Urząd zniesiony 26 stycznia 1988 |         |                                    |                   |                  |                   |